# Bulbophyllum grandilabre
Bulbophyllum grandilabre là một loài phong lan thuộc chi Bulbophyllum.